# 邦利 (北卡羅萊納州)
邦利（英語：Bonlee）是位於美國北卡羅萊納州查塔姆縣的非建制地區。

## 歷史
邦利的郵局自1910年營運至今。

## 地理
邦利所處的海拔為高於海平面158米（即518英呎），而該地所採用的時區為UTC-5，即北美东部时区（EST）。同時該地設有夏令時間，為UTC-5調快一小時，即UTC-4（EDT）。